# Clam-Gallas-palota (Prága)

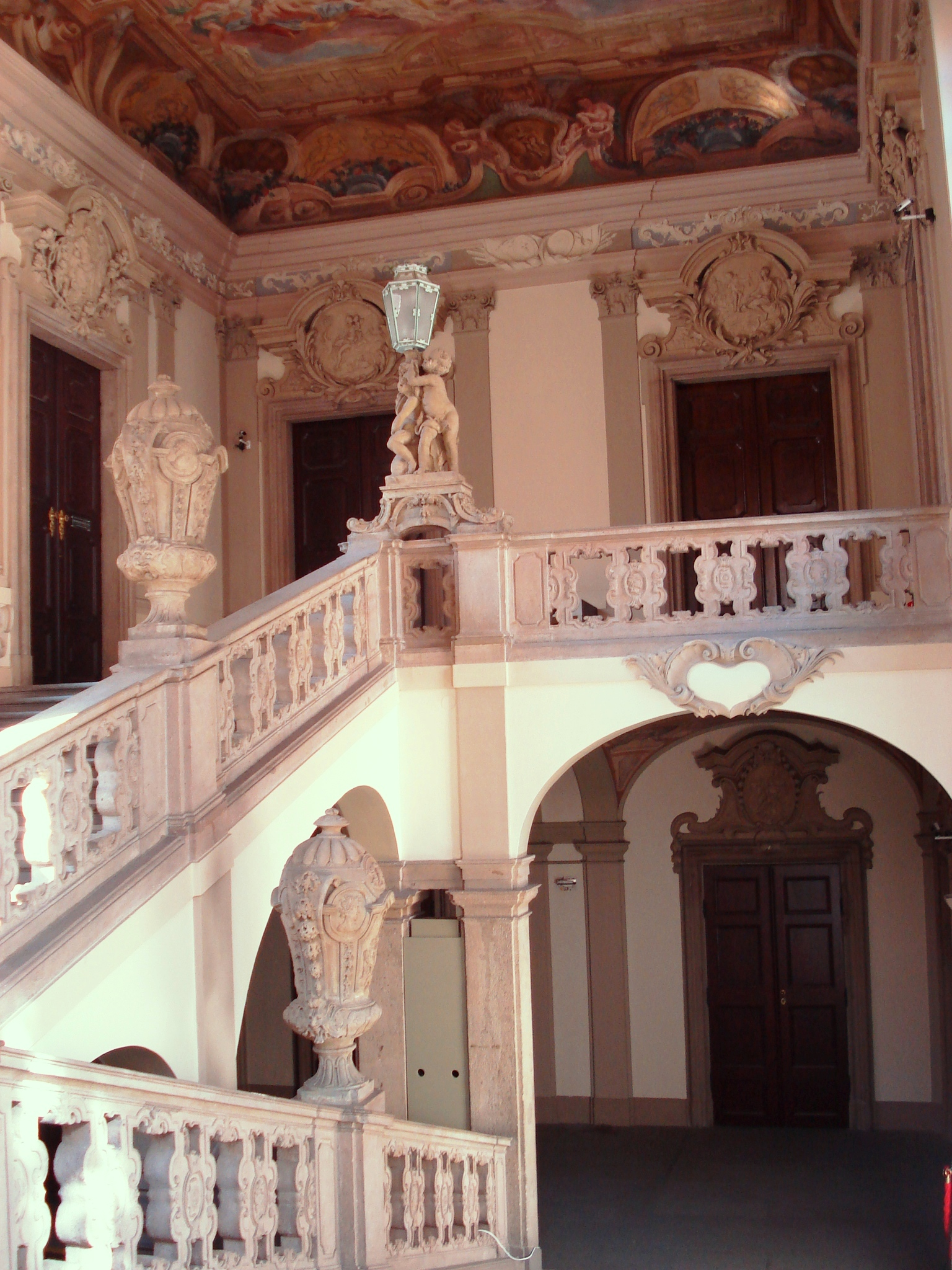
Díszlépcső

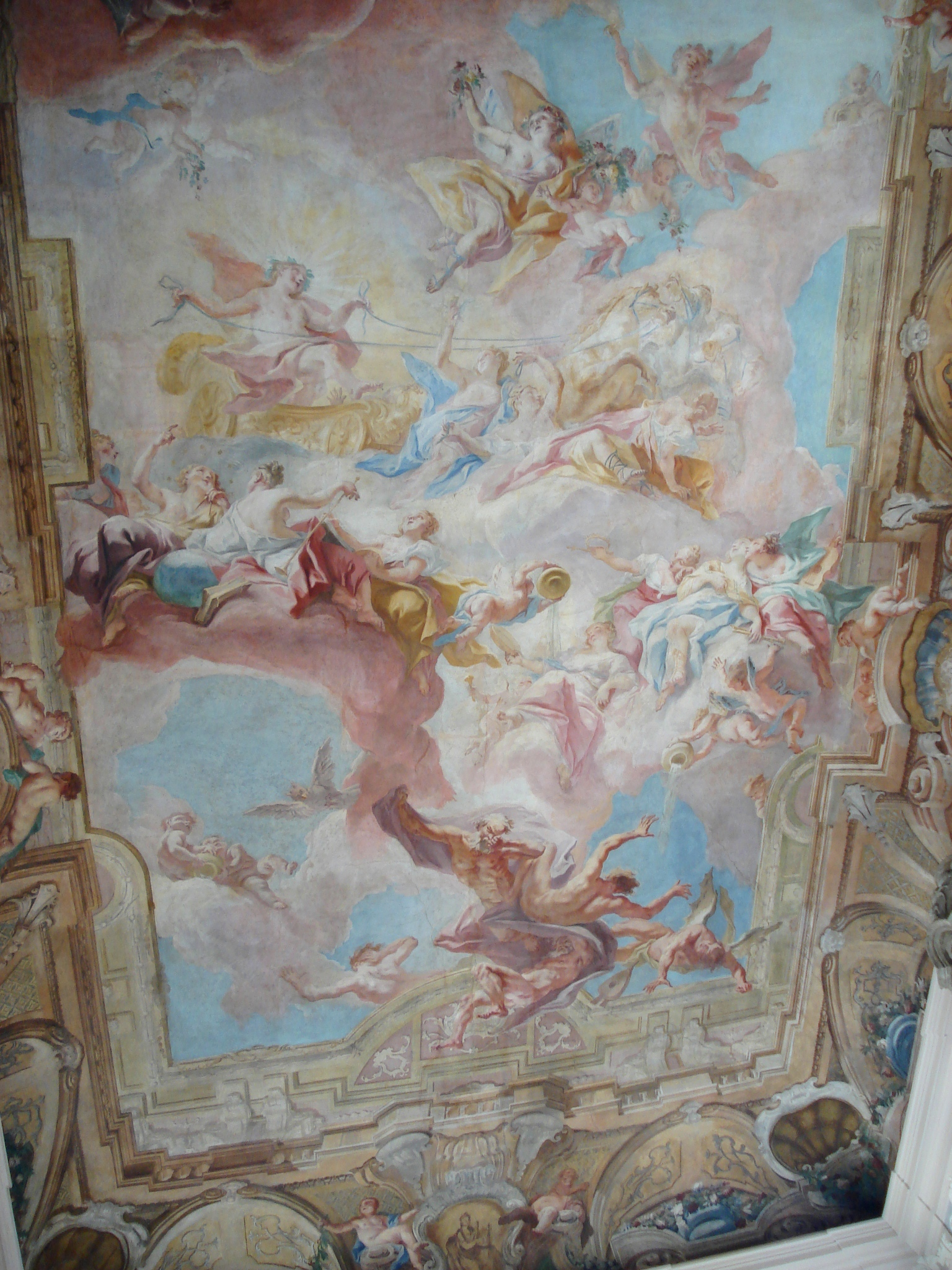
Mennyezetkép a díszlépcső fölött

A Clam-Gallas-palota (Clam-Gallasův palác, Husova ulice 158/20., Mariánské náměstí 158/3) Prága Óvárosának egyik műemlék épülete a Husz utca és a Mária tér  sarkán, az úgynevezett királyi úton (ahol egykor a koronázási menet haladt a prágai vár felé). Oldalról és hátulról a Károly utca, a Kis tér és a Városház utca határolja.

## Története
Több kisebb épület helyén épült. Ezek közül egyről maradtak fenn részletesebb információk: arról, amely a mostani palota déli részének helyén állt. Ezt 1351-ben János Henrik morva őrgrófnak (Jan Jindřich), IV. Károly öccsének építették át. Az őrgróf halála után a házat (palotát) a prágai patríciusoknak adták bérbe.  A 15. században a palota az Otlín ötvös családé volt, ezért Otlín-háznak (Otlovský dům) nevezték, majd 1499–1535 között akkori tulajdonosáról Sámuel-háznak (Samuelovský dům).
A 17. század elején a házat Albrecht von Wallenstein rokona és segédtisztje, Vilém Kinský (Wilhelm Kinsky) vette meg, és reneszánsz palotává építtette át. Miután 1634-ben Chebben Wallensteint és Kinskýt meggyilkolták, a palotát a császár elkobozta és Matyáš Gallas de Campo tábornokának adta. Számára a palotát 1685–1693 között Giacomo Antonio Canevalle építette át kora barokk stílusban.
A jelenlegi palota eredeti változatát a tábornok unokája, a császári diplomata (és rövid ideig nápolyi alkirály) Jan Václav Gallas építtette fel 1690 és 1719 között. Ehhez megvásárolta a szomszédos házakat és telkeket, és az így megnövelt területen egy fő- és két szárnyépületből álló barokk palotát emeltetett helyettük. 1713-ban Bécsből Prágába hívta Johann Bernhard Fischer császári udvari építészt, aki 1714-re készült el a tervekkel (rajzait és homlokzati képét később publikálta is az összegyűjtött tervrajzait tartalmazó kötetben). Az két építész közül csak Tomáš Haffenecker neve maradt fenn.
Az építkezés Gallas gróf halálának évében fejeződött be. Ezért a belső terek kialakítása már örököseire maradt — főként Filip Josef Gallasra (az 1820-as években) és Kristián Filip Clam-Gallasra (a 18. század végén). Eközben a palota színháztermét is átalakították.
A telek egy részén a 19. század közepéig  Ringhoffer család kazánháza állt.
A palotától északra, a Mária téren állt a gótikus „tócsán álló Szűz Mária-templom” plébániával, plébániai iskolával és temetővel. Az 1791-es megszüntetésük és lebontásuk után a palotát kibővítették. Az új, a  Mária térre néző homlokzat elé díszkutat építettek — a vizet Václav Prachner Terézkének (Terezka) nevezett lányszobra öntötte.
A palota volt a Gallas- (1757-től Clam-Gallas) család fő városi rezidenciája. Nemcsak színház volt benne, de báltermek és zeneszobák is. Itt lépett fel Kristián Kryštof Clam-Gallas (1771–1838) előtt Josefína Dušková és Wolfgang Amadeus Mozart 1787-ben, Ludwig van Beethoven 1796-ban. Az első és a második emelet belső tereit František Heger tervei szerint alakították át.
Az utolsó nagyobb, immár rokokó stílusú módosításokat Eduard Clam-Gallas (1805–1891) végeztette. Ő többnyire Bécsben élt, ezért ezt a palotáját bérbe adta. A bérlők között volt a közismert ügyvéd Hugo Wurmbrand gróf.
1918 végén itt alakult meg Csehszlovákia első pénzügyminisztériuma. A palotát 1945-ben államosították.
A régi városháza részleges leégése (1945. május) után ide telepítették a városi levéltárat. Ezt 1990 és 2017 között fokozatosan kiköltöztek a prágai Chodovec 4. alatti új helyiségekbe. 1993-ban kezdték el a belső terek részleges rekonstrukcióját. Azóta különféle kulturális és társadalmi eseményeknek, kiállításoknak, szakmai konferenciáknak ad otthont, de karneválok, zártkörű rendezvények számára bérelhető termei is vannak.
A helyreállítás második ütemét a 2020-as évek elején még tervezik.
A 2020-as évek elején átmenetileg ideköltöztették a Játékmúzeumból a világ egyik legnagyobb játékgyűjteményét és -kiállítását.

## Az épület
A palota déli részén a boltíves pincetér eredetileg a János Henrik-féle ház földszintje volt.
A palota jelenlegi formáját Johann Wenzel von Gallas gróf 1711–1715 közötti építkezése határozza meg. Mivel az eredeti homlokzat a szűk Husz utcára néz, ezért csak lapos falsávok tagolják. Ezért gyakran hasonlítják François Mansart klasszicizáló francia építészetéhez és Fischer egy másik épületéhez,  Winterpalaishoz, azaz Savoyai Jenő bécsi téli palotájához.
Főkapuja a Husz utcára néző (fő)homlokzaton nyílik, kétoldalt egy-egy oroszlánbőrt viselő atlaszpárral, közöttük timpanonnal.

## Épületszobrászat
A palotát Matthias Bernhard Braun domborművei teszik a prágai barokk egyik legimpozánsabb alkotásává.  Közülük a legkiemelkedőbbek a Husz utcai homlokzat lábazatán Héraklész hét hőstettének jeleneteit örökítik meg. A díszkutak és a lépcső szobordíszei is Braun prágai műhelyében készültek. A legismertebb kút az 1. udvarra vezető átjárót zárja le (készült 1730 körül). Főalakja egy tritón, aki egy egy nagy kagylót tart a kezében. A 18. század végén díszráccsal vették körül; ezen egy grófi korona alatt Kristián Clam-Gallas nevének CCG kezdőbetűivel ellátott embléma látható.
Közülük a kaput tartó atlaszok alatti domborműnek egyikén Herkules megöli Eurütión kentaurt, a másikon Gérüón marhacsordájának éber őrzőjét, Orthoszt, a kétfejű kutyát üti agyon.
A tér felőli oldalon a Moldva folyó allegorikus alakjával díszített falikút Václav Prachner munkája 1812-ből.
A nonfiguratív kőmunkákat Giovanni Pietro della Torre császári udvari kőfaragó vezette.
Az 1727–1729-ben épült főlépcső lépcsői alacsonyak és szélesek, ezért az emeletekre akár lóháton is fel lehet menni. Korlátjának domborműveit és a vázákat ugyancsak Braun műhelyében faragták homokkőből.

## Festmények, stukkók
A főlépcső ívének freskóján Apollón diadala látható. A napszekéren utazó isten fényével elűzi a Sötétség és az Idő hatalmát (ezeket három öregember jeleníti meg). A freskók Carlo Vincenzo Carlone műhelyének termékei:
- Carlone munkatársa, Gaetano Fanti főleg a perspektívák kidolgozásában jeleskedett,
- az alakok többségét Silvestro Fossati festette.

A kisebb freskók körül, az ajtók szemöldökpárkányai fölött stb. elhelyezett gazdag stukkódíszek Santino Bussi, G. G. Fiumberti és Rochus Bolla munkái.
A lépcsőház mennyezetén látható istenek és istennők a műhelyt vezető Carlo Carlone képei. A legjobb munkát a 2. emelet két helyiségében (az úgynevezett piano nobilében) végezte. Az elsőben az olimpiai istenek gyülekezetét festette meg; ennek egy korábbi változata a bécsi Daun-Kinsky-palotát díszíti. A második terem témája a Művészetek és Tudományok Koronázása: a Kronosz isten formájában ábrázolt szárnyas, kezében könyvet tartó Történelem felülmúlja az időt. A festészet, szobrászat, építészet, zene és geometria allegorikus alakjai a felhőkön ülnek oldalt. A (később színházteremmé átalakított) könyvtár harmadik freskója Ariadné mennybemenetelét és Iuppiternek az óriások fölött aratott diadalát ábrázolja. A főistent Luna, Héliosz és a csillagok kísérik. Az utolsó festmény a második emeleti könyvtár melletti, a 19. század közepén rokokó stílusban kialakított teremben a tükörszekrényt díszíti. Az első emeleti szobák díszei szintén rokokó stílusúak.

## A filmművészetben
A palotában főúri környezetben játszódó filmeket forgatnak:
- 1993 Vámpíresküvő, rendezte Jaroslav Soukup,
- 2022 Bohémek, rendezte Petr Václav.

## Fordítás
- Ez a szócikk részben vagy egészben  a   Clam-Gallasův palác (Praha) című cseh Wikipédia-szócikk ezen változatának fordításán alapul.  Az eredeti cikk szerkesztőit annak laptörténete sorolja fel. Ez a jelzés csupán a megfogalmazás eredetét és a szerzői jogokat jelzi, nem szolgál a cikkben szereplő információk forrásmegjelöléseként.